# Piper PA-25 Pawnee
Piper PA-25 Pawnee är ett flygplan vars ursprungliga användningsområde var flygbesprutning av grödor men nu även är vanligt som bogserplan för segelflyg och reklam.